# Ceratonereis amphidonta
Ceratonereis amphidonta är en ringmaskart som först beskrevs av Anne D. Hutchings och Turvey 1982.  Ceratonereis amphidonta ingår i släktet Ceratonereis och familjen Nereididae. Inga underarter finns listade i Catalogue of Life.